# Puig d'Arques
Puig d'Arques är ett berg i Spanien.   Det ligger i provinsen Província de Girona och regionen Katalonien, i den östra delen av landet, 600 km öster om huvudstaden Madrid. Toppen på Puig d'Arques är 532 meter över havet.
Terrängen runt Puig d'Arques är huvudsakligen lite kuperad. Puig d'Arques är den högsta punkten i trakten. Runt Puig d'Arques är det ganska tätbefolkat, med 214 invånare per kvadratkilometer. Närmaste större samhälle är Girona, 17,4 km nordväst om Puig d'Arques. I omgivningarna runt Puig d'Arques växer i huvudsak blandskog.